# Győztesek versenye
A Győztesek versenye (oroszul: Всемирные детские игры победителей; angolul: The World Children's Winners Games) napjaink legnagyobb európai sportrendezvénye a daganatos betegségből felgyógyult gyerekek számára, nemzetközi hírű és világszínvonalú program, amelyen azok a 7–16 év közötti gyermekek vehetnek részt, akik az onkológiai kezeléseket sikeresen befejezték. A kezdeményezést indító orosz „Podari zsizny” alapítvány (magyarul: „Ajándékozz életet alapítvány”) 2010-ben rendezte meg első alkalommal a Győztesek versenyét Moszkvában, melyen azóta évről évre egyre több ország gyógyult gyermeke képviseli hazáját.

## A rendezvény küldetése
A moszkvai Győztesek versenye jelentősen több egy nemzetközi sportversenynél – egy valódi ünnep azok számára, akik már győzedelmeskedtek legfontosabb küzdelmükben és legyőzték betegségüket. A játékok során megmutatkozott, hogy a sport képes visszaadni mindazt a gyerekeknek, amit a gyógyulás hosszú évei elfeledtettek velük – a teljesség érzését, a versenyzés szelleme pedig életerővel, bátorsággal tölti fel őket.
„A különböző kultúrákban és nyelvterületeken élő ifjú atléták megoszthatják tapasztalataikat küzdelmükről és halálos betegségük felett aratott győzelmükről. A különböző városokból, akár országokból származó ifjú résztvevők megismerkedhetnek egymással, megismerhetnek új szokásokat, kultúrákat, nyelveket, mely egyszerre segít nekik a tanulás fontosságának újbóli, gyakorlatias felismerésében. Az életben és a sportban naponta aratott győzelmeikkel megmutatták, hogy a rák nem egy halálos betegség, hanem egy kihívás, amelyben győzni is lehet; aki felveszi a küzdelmet a betegséggel szemben, az megteszi az első lépést a győzelem útján.” Mindezek mellett a versenyeken készült beszámolók, riportok, fotók és videók nagy segítségükre vannak az éppen kórházban fekvő, gyógyuló gyerekeknek is – reményt és erőt adva nekik a küzdelemben.
A többnapos programban a sport mellett színes kulturális és szórakozási lehetőséget is találunk – kézműves foglalkoztatásokat, koncerteket, városnézést –, amely nem csak segít a részt vevő gyerekeknek és felnőtteknek könnyebben feloldódni és kikapcsolódni, de kiváló lehetőséget nyújt kapcsolatot teremtetni más csapatok résztvevőivel is.

## A rendezvény szervezése
A Győztesek versenyén azok a 7–16 év közötti gyermekek vehetnek részt, akik az onkológiai kezeléseket sikeresen befejezték. Minden résztvevő saját korosztályában 6 különböző sportágban vehet részt: futásban, úszásban, asztaliteniszben, lövészetben, sakkban és labdarúgásban. A moszkvai szervezőbizottság vállalja a részvétel azon költségeit, melyek a moszkvai tartózkodós folyamán felmerülhetnek – szállás, transzfer, a sportolási lehetőségek magas szintű biztosítása, különböző kikapcsolódási lehetőségek, városnézés. A részt vevő csapatoknak az orosz fővárosba való eljutást és az onnan való visszatérés költségeit kell fedezniük. A gyógyult résztvevőket a csapat orvosai és önkéntesei kísérhetik el Moszkvába, ahol a gyerekeket Oroszország hivatalos élsportolói és nemzetközi tapasztalattal rendelkező sportbírói segítik a különböző versenyek folyamán.

## Történet
Az első nemzetközi onko-olimpiát, amelyen megközelítőleg 200 gyermek vett részt négy különböző országból – Lengyelország, Oroszország, Fehéroroszország és Ukrajna – 2007-ben Lengyelország fővárosában, Varsóban rendezték meg, melyet 3 évvel később követte az első moszkvai Győztesek versenye.
A Győztesek versenye egyre nagyobb népszerűségnek örvend a világban. 2010-ben 7 ország 200 gyógyult gyermekének részvétel indult az a sikertörténetet, ami napjainkban már 16 ország több, mint 500 gyermekének ad lehetőséget évről évre arra, hogy átélje azt az egyedülálló csodát, amit ez a nemzetközi sportrendezvény tartogat számukra.
2017-ben a nyolcadik moszkvai Győztesek versenyén 550 gyermek vett részt 16 országból és Oroszország 31 régiójából. Ebben az évben regisztrálták a játékok története óta a legtöbb futásban induló győztes versenyzőt – több, mint 400 gyermek nevezett, képviselve az összes részt vevő országot.
2018-ban kilencedik alkalommal kerül megrendezésre a moszkvai Győztesek versenye, melyre megközelítőleg 20 országból várnak győztes résztvevőket.

## Regionális versenyek
Napjainkban a Győztesek versenye már nem csak Moszkvában kerül megrendezésre, hanem a főszervező alapítvány segítségével regionális játékokat is rendeznek szerte Oroszországban, sőt már az ország határán túl is. A Moszkván kívül megrendezett versenyek nagyban hozzájárulnak ahhoz, hogy minél több gyógyult gyermek vehessen részt ezen az egyedülálló sportrendezvényen, szerte a világban.
2018-ban Oroszország 10 régióján kívül 4 országban terveznek regionális játékot rendezni – Bulgáriában, Fehéroroszországban, Kazahsztánban és Magyarországon. Ennek a nemzetközi közös összefogásnak hála 2018-ban közel 1300 gyógyult gyermek részvételét várják a szervezők szerte a világban.
Magyarországon első alkalommal 2018-ban kerül megrendezésre a Győztesek versenyének regionális játéka, melyet a Győztesek Egyesülete rendez Budapesten.

## Győztesek Egyesülete
A Győztesek Egyesülete a moszkvai Győztesek versenyének magyarországi megszervezésével azt a hosszútávú célt tűzte ki az orosz szervező féllel közös együttműködésben, hogy a jövőben minél több magyar gyermek kaphasson lehetőséget részt venni országszerte abban a csodában, amit ez a különleges sportrendezvény tartogat gyógyult győztesei számára.
Az Egyesület tevékenységének középpontjában a moszkvai Győztesek versenyén részt vevő magyar gyógyult gyermekek támogatása, valamint a jelenleg is betegségükkel küzdő társaik segítése áll. Az Egyesület fő céljai között szerepel az első magyarországi Győztesek versenyének megrendezése, valamint a rendezvény meghonosítása szorosan együttműködve a moszkvai szervező alapítvánnyal, valamint további hazai sportrendezvények, játékos vetélkedők szervezése, összekapcsolva a résztvevők versenyidőszakon kívüli támogatásával – a győztes gyerekek összefogásával, közösségi életük szervezésével, folyamatosan biztatva és támogatva őket.

## Adatok a Győztesek versenyéről
Ma már nem csak a győztes résztvevők száma gyarapodik folyamatosan, hanem a rendezvényt támogató, kimagasló eredményeket elért nemzetközi élsportolók, színészek, közéleti személyiségek. Moszkvában a díjakat a győztes versenyzők olyan híres orosz sportolóktól vehették át, mint az olimpiai bajnok gyorskorcsolyázó Szvetlana Zsurova; az Orosz Úszó Szövetség elnöke, négyszeres olimpiai bajnok úszó Vlagyimir Szaljnyikov; a világbajnok sakkmester Vlagyimir Kramnik; a háromszoros paralimpiai bajnok futó Olga Szemenova vagy a kétszeres paralimpiai bajnok úszó Oleszja Vladikina.
Nem csak az élsport jeles képviselői támogatják a moszkvai Győztesek versenyét, hanem a művészvilág különböző hírességei, színészek és zenészek egyaránt aktívan részt vesznek a győztes gyermekek ünneplésében.
Magyarország a kezdetek óta képviselteti magát a moszkvai Győztesek versenyén. Az elmúlt 8 év során 183 daganatos betegségből gyógyult magyar gyermek jutott el erre a páratlan rendezvényre az Együtt a Daganatos Gyermekekért Alapítvány szervezésében, ahol méltóképpen képviselték Magyarországot és sok-sok éremmel tértek haza.
2011-ben és 2012-ben is a magyar köztársasági elnök fogadta a Moszkvából büszkén, kiváló eredményekkel hazatérő magyar győztesek csapatát a budapesti Sándor-palotában, és személyesen gratulált a szép sikerekhez.
A magyar győztes gyerekek a moszkvai Győztesek versenyéről több, mint 160 éremmel tértek haza az elmúlt 8 év során.
Magyarországon a Győztesek Egyesülete céljai között szerepel a moszkvai Győztesek versenyének meghonosítása és népszerűsítése, együttműködve önkénteseikkel, partnereikkel és az orosz féllel. Az Egyesület fő céljául a moszkvai rendezvényen részt vevő magyar gyógyult gyermekek támogatását, valamint a jelenleg is betegségükkel küzdő társaik segítését tűzte ki. Közeli céljaik között szerepel az első budapesti Győztesek versenyének megrendezése, valamint további hazai sportrendezvények, vetélkedők szervezése.